# Matta (Pakistan)
Matta (en ourdou : خوازہ خیلہ) est une ville pakistanaise située dans la province de Khyber Pakhtunkhwa. Située dans le centre du district de Swat, la ville se trouve à environ vingt kilomètres au nord de Mingora et à seulement six kilomètres de Khwazakhela.
La ville est pour la première fois considérée comme une entité urbaine lors du recensement de 2017, lors duquel la population est estimée à 42 647 habitants, ce qui en fait la sixième plus grande ville du district. Selon le recensement de 2023, la population de la ville monte à 51 821 habitants.
La ville est majoritairement peuplée de Pachtounes, puisque plus de 99 % des habitants en parlent la langue, le pachto.
Essentiellement musulmane, la ville inclut une toute petite minorité chrétienne, à peine 74 fidèles selon le recensement de 2023.
Le taux d'alphabétisation de la ville s'élève à 56 % en 2023 (contre une moyenne nationale de 61 % et provinciale de 51 %), dont 71 % pour les hommes et 41 % pour les femmes.